# 販売時点情報管理
販売時点情報管理（はんばいじてんじょうほうかんり）とは、小売業において商品の販売・支払いが行われるその場（販売時点）で、その商品に関する情報（商品名、価格、売れた時間など）を単品単位で収集・記録し、商品売り上げ情報を把握し、それに基づいて売り上げや在庫を管理するためのシステム、または経営手法である。
英語の「Point of sale」の頭文字をとって「POS」と呼ばれる。
通常は、商品につけられたバーコードをレジのスキャナーで読み取り、販売の時点と、販売された商品を登録する。
またバーコードの付いていない商品は、タッチパネルやメニューキーボードで販売情報を登録し、それらの登録データをサーバに転送し、データが分析管理される。

## 沿革
世界初のスーパーマーケットは、1916年9月にアメリカ合衆国テネシー州メンフィスで開店した。薄利多売によってスーパーマーケットは徐々に店舗数を増やし、1960年代終盤にはアメリカの食品雑貨店ビジネスの4分の3を占めるようになった。しかし市場の成熟とは裏腹に利幅が減少し、1970年には売り上げに対する利益が1%という異常な状態となっていた。そこで登場したのがPOSシステムである。しかし当時はバーコードの共通規格がなかったため、POSを導入しても品目が膨大なスーパーマーケットでは、商品コードを設定するだけでも大変な手間となり、大きな効果は得られなかった。
1969年、全米食品チェーン協会は統一商品コードの策定に乗り出した。1970年には食品雑貨産業特別委員会が組織され、1973年に現在も使われているバーコードとその上の統一商品コード (UPCコード) が採択された。バーコード方式となったのは、バーコード印刷代の小売価格上乗せが小さくPOSを使わない小規模店舗が過剰な負担を負わないこと、バーコードスキャナが光学文字認識などより安価であること、バーコード自体は1951年に特許取得された枯れた技術であり信頼性が高いことなどからである。なお、初期のバーコードスキャナ（WAND式）は、先端にLEDとフォトトランジスタを内蔵しただけのペン型の安価なタイプだった。バーコードをペン先でこすり（マニュアルスキャン）、印刷された白黒のバーからの光反射量を電圧に変えて、POS（バーコードデコーダ）に送っていた。
バーコード方式は急速に食品以外にも広がっていった。また、製造業、流通業、小売業の間で商品流通の電子化が進み、それによってPOSの採用も広がっていった。アメリカのスーパー業界は1980年代に大きく収益を上げたが、これはPOSの効果によって取り扱い品目が3倍に増加したためと分析されている。その一方でPOSを導入できない零細店舗の多くは姿を消す結果となり、食品製造についても商品コードの割り当てを受けないと全国的な流通網に乗せてもらえないことから、業界への参入障壁が高くなったといわれている。
近年では自動販売機のように顧客が操作できるPOSシステムも一部の大型量販店で導入されている。これはひとつのPOS端末に従業員1名を配置する従来の方式を、複数の客が操作するそれぞれのPOS端末をひとりの従業員が監督する方式に転換することを可能とすることから、人件費を抑制することにもつながっている。

## 単品管理の手法
量販店などの場合は、レジでバーコードを読み込み、データベースからバーコードの番号に紐づけられた商品名などの販売情報をその場で記録する。
また、バーコードの貼れない商品(コンビニのファストフード、スーパーマーケットの鮮魚やばら売りの青果の一部など)は、レジのタッチパネルで商品を選ぶことで、単品単位で売り上げを記録する。
以前は、コンビニエンスストアのPOS端末に「客層ボタン」というものがあり、ここで購入顧客の年齢や性別を入力され、それで「どの年代の人が何を買ったか」というところまで分析していたが、ファミリーマートとローソンでは廃止されている。
これは、顧客の見た目で年齢を判別するのが困難、オペレーションが簡素化されない、ポイントカードの利用が進み、そのボタンを使用しなくても顧客の情報が収集できるようになったことが原因である。
飲食店・ガソリンスタンドなどを除く販売店でのPOSでは、商品へのマーキングがほぼ必要不可欠となる。近年(2019年現在)ではデータの収集と集計を容易にするためにバーコードを使ったマーキングを用いることが多い。
バーコードを商品へ装着するマーキングには2種類の方法がある。
- 「ソースマーキング」は、商品の製造または流通過程で商品や梱包袋、箱などにバーコードを印字またはシールを商品に付けることである[8][9][10]。
- 「インストアマーキング」は、製造・出荷段階でソースマーキングができない商品（店内調理の総菜など）に小売店など印字されて使用されるバーコードシールを張ることであり、特定の店、チェーン流通経路だけで使用される[11]。

## ジャーナルの活用
ジャーナルはレシートと同じ内容のデータを記録したものである。売り上げデータとして活用するほか、店舗や企業では7年間の保存義務がある。伝統的には紙面にプリントしたものだったが、近年では磁気ディスク上に記録した電子ジャーナルも普及している。
電子ジャーナルでは採取した基礎データを容易に売り上げ動向の指標として閲覧することができるほか、単品別やカテゴリ別に消費者の購入動向を把握することもできるため、仕入品目の数量決定や在庫管理には特に有用な情報となる。

## システム
スーパーやコンビニで普及しているのは一般に「POSシステム」と総称されるもので、POSレジスタ（POSレジ）と呼ばれる商品単位の集計機能を持ったキャッシュレジスタでデータを採取し、パソコンやワークステーションなどのストアコンピュータ（ストアコントローラ）で集計を行うのがその基本である。
簡単なものならPOSレジ単独で集計を行うことも可能で、この方式は主に一般商店で普及している。以下の3点が基本となるが、これ以外に専用端末が加わることもある。
- POSレジスタ
- ポータブルデータターミナル（PDT）
- ストアコンピュータ(ストアコントローラ）

### POSレジスタ

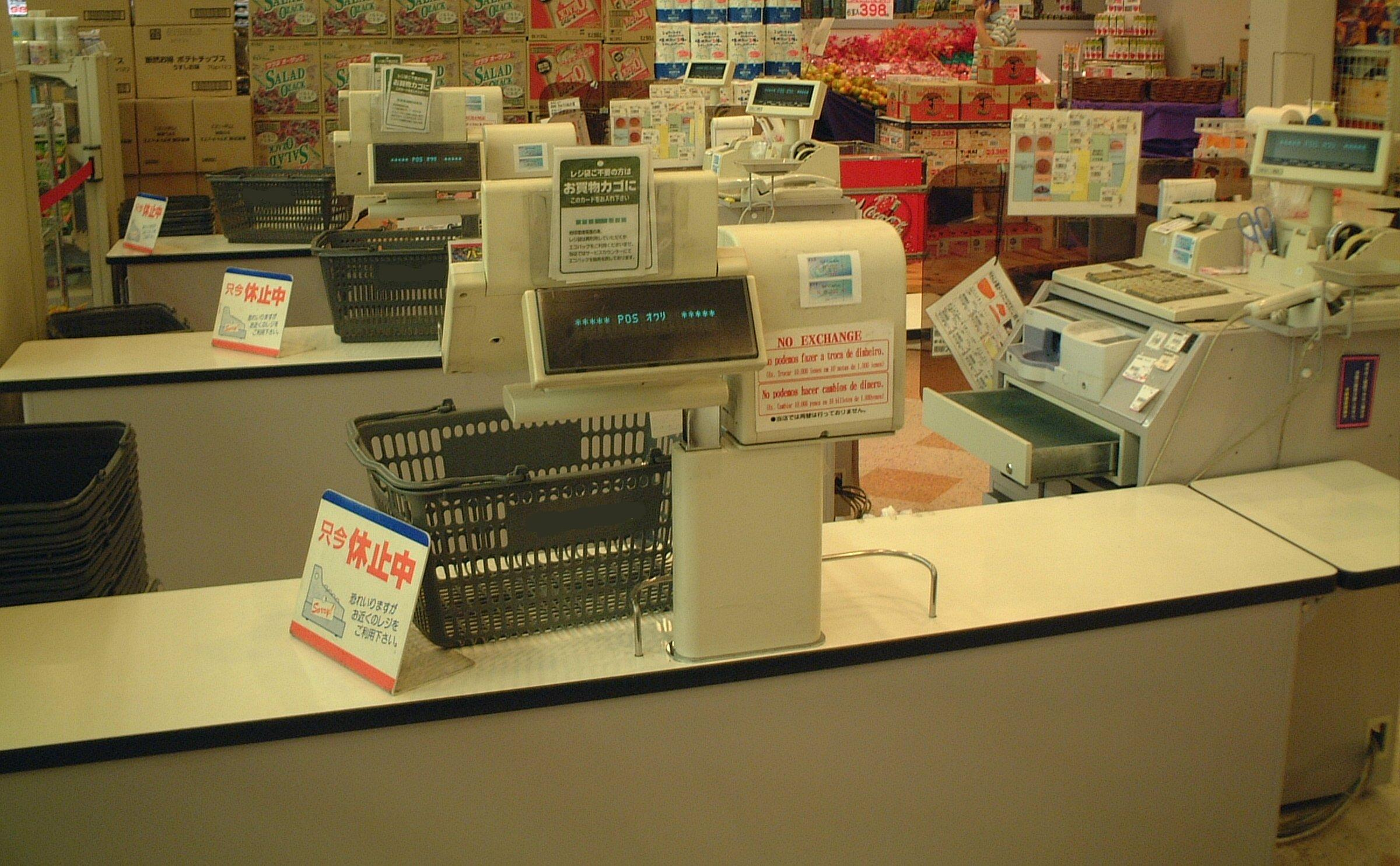
スーパーのPOSレジスタ

一般的には、販売店舗で売上会計を行うために店舗内に1台ないし複数台設置されるキャッシュレジスターを指す。
2019年現在では、Windows Embedded POSReady 7 やWindows 10 IoT Enterprise 2016 LTSBを搭載したPOS端末も登場している。パソコンの小型化・高性能化を受けて、マイクロソフト主導で開発されたもので、Microsoft Windowsの技術を活用することで、開発コストを格段に抑えた周辺機器との接続仕様「オープンPOS」が発表された。オープンで多様なPOS端末の実現とPOSアプリケーション開発の生産性向上を目指してOPOS協議会が設立され、参加する各社はその仕様に準拠した製品を開発、それらの導入例も増えている。
また、質の良いオープンソースソフトウェアの登場により、Linuxを利用した製品も発表されている。
近年では、iOSやAndroid OSを活用したタブレット／モバイルPOSレジが登場し、導入コストや運用コストが低いことから急速に普及しはじめている。
2025年に実施されたPOSレジ導入店舗対象の調査によれば、導入効果として「顧客満足度の向上」を挙げた回答が45.2%と最も多く、次いで「リピート率向上・顧客管理の強化」（22.6%）、「予約・業務管理の効率化」（12.9%）、「システム連携性・使いやすさ」（12.9%）が挙げられた。一方、導入初期で効果が「未確定」との回答も6.5%みられた。

#### 構成
以下はメーカーによって名称が変わる場合もある。
POSレジスタ本体
商品名称や売価、販売実績などを蓄積するデータベース機能。
商品に付いたJANコード、ニューキーからの単品登録、インストアマーキングのバーコード等の値を検索キーとし、それをキーに売価などを呼び出す（PLU）通信機能などを備える。
バーコードスキャナ
商品に付いたバーコード（JANコードなどの商品コード）を読み取るための光学読取装置。
CCDを用いたハンディタイプと、固定式でレーザーを用いるレーザータイプがあり、印刷されたバーコードの白黒模様の色彩値を光の反射によって読みとる。ハンディタイプは主にコンビニや日用品・衣料品を扱うレジに見られ、レーザータイプは主に客ひとりあたりの購入品目が比較的多いスーパーの食品レジに見られる。
またハンディ式と固定式両方のバーコードスキャナを備えたPOSレジもある。
レシートプリンタ
レシートを印刷する機器。近年では、漢字印刷が高速で行えるうえに故障率も低いサーマルロール紙（感熱印刷紙）を用いたプリンタが主流となっている。
簡略な領収書が発行できるタイプもある。
ジャーナルプリンタ
販売データの保管を主な目的としてレシートと同じ内容を記録したものを印刷する装置。ただし近年ではデータとしてコンピュータに記録される電子ジャーナルが主流となってきたため、ジャーナル専用のプリンタ搭載することは稀となっている。
キャッシュドロワ
売上金や釣り銭を保管する、主に引き出し式の簡易金庫。レジからの信号によって金銭を区別したトレイが乗るドロワが前面へ飛び出す。
自動釣銭機
レジスタ本体と連動し、釣り銭を自動で計算して出す装置。キャッシュドロワとしての機能も併せ持つ。
売上金を入れ釣り銭を出すものと、釣り銭のみを出すものがある。
紙幣や硬貨のすべてに対応するものと、そうでないものがある。
カスタマディスプレイ
レジスタ本体に接続し、客に金額、数量、品名などを表示する装置。蛍光表示管（VFD）を用いた機種が主流であったが、2018年現在では、大手チェーン店に導入されるPOS端末では液晶ディスプレイが主流である。
タッチパネル
画面に触れることでレジ入力を行う装置。近年ではディスプレイと一体となった機種が多い。入力方法によりいくつもの方式が実用化されている。野菜や果物などJANコードを印刷出来ないものや値段の変動がある商品を登録しておき、対応するボタンを押すことで登録できることがほとんど。

カードリーダ
クレジットカードや電子マネーによる支払い、およびポイントカードなどによる割引に対応するための機器。FeliCaに代表される近距離無線通信式や、スラッシュで読み取る磁気ストライプカード式などがある。

### ポータブルデータターミナル
ポータブルデータターミナルは商品の在庫管理に使用する装置である。棚卸しを簡易的に行う際に欠かせない。また、レストランなどでは注文時のデータ入力にも活用される簡単な無線ターミナルとなっている機種が多い。

#### 一般的な構成
本体
液晶ディスプレイに抵抗膜式タッチセンサなどを張ったペンタッチキーボード、専用リアルタイムOSやモバイル用OSを組み込んだハンドヘルドコンピュータなどがある。
バーコードスキャナ
レーザタイプまたはCCDタイプの機種があり、近年では二次元コードに対応した機種もある。

#### レストランなどでの構成
上記に加え、無線タイプの簡易的なポータブルデータターミナルを含むオーダーエントリーシステムを使用する。

### ストアコンピュータ（ストアコントローラ）
バックヤードと呼ばれる店舗内の事務所に設置され、複数のPOSレジスタからの情報を統合したデータを作成する。また、ポータブルデータターミナルからの棚卸しデータも集計するとともに、 EOSを用いた仕入れ作業にも活用されている。チェーンストアでは商品発注機能も内包していることが多い。
商品単品の仕入れ先毎のデータ集計などを容易に行うことができるほか、仕入時の過不足を極力低減して商品仕入れの精度を向上することができる。大手チェーンなどではさらに通信回線を使用して本社サーバーに接続、そこで全店の在庫や販売の管理を行っている。
大規模なシステムでは雇用や勤怠管理など、売上で在庫以外の店舗全体の店舗管理機能を内包する場合もある。
今日大手コンビニなどではWindowsやUNIXを使ったストアコンピュータ（ストアコントローラ、PCやワークステーション）を使用している。一般商店でもこれに追随して置き換えをおこなう傾向にある。
また近年の光回線の普及をうけて、インターネットを通じてデータセンタにシステムを集約させることにより店舗に配置する機器の縮小を図る「インターネットPOS」の導入例も増えつつある。

## POSセキュリティ
出典：

### POS端末のカード情報非保持化
クレジット取引セキュリティ対策協議会が発表した「クレジット取引におけるセキュリティ対策強化に向けた実行計画」にてPOS加盟店に以下の対応を2020年3月31日までに完了する指針が明記されている。
1. POS加盟店のカード情報の非保持化、またはカード情報を保持する場合はPCI DSS準拠
2. POS加盟店の決済端末のIC（EMV）対応100％実現

1番目の指針に明記されている「カード情報の非保持化」とは、「自社で保有する機器・ネットワークにおいてクレジットカード情報を『保存』・『処理』・『通過』しないこと」を意味する。
クレジット取引セキュリティ対策協議会の実行計画では、サーバを通過せずにカードの承認や売上処理が行われる「決済専用端末連動型」や「ASP/クラウド接続型」などのPOSシステムを導入し、POS端末にカード情報の非保持化を実現することを推奨している。
しかしこの指針にあたってPOS加盟店にはECなど非対面加盟店と比べ、様々な問題を抱えている。それはICカード対応をためのPOSシステムの改修費用とPCI-DSS準拠のための費用負担が荷重であること、EC加盟店と比べると非保持の方法が少ないが、対応せずクレジットカード不正使用された場合は、加盟店の自責扱いになった。

### POSシステム暗号化
クレジットカード決済の増加とともにカード情報漏えいや不正利用の被害が拡大しつつあるため、POS加盟店にはセキュリティ強化対策として情報の非保持化やPCI DSSを準拠することが求められる。これらのセキュリティ指針に準拠するためにはPOSシステムの「データ暗号化」が要る。
POSシステムはPOS端末とアプリケーションサーバ、データベース（DB）サーバ等それぞれのシステムが連携されているため、データの送・受信が行われるシステムの区間別に暗号化を適用する必要がある。
データ暗号化ソリューションを導入することで、
1. POS端末とアプリケーションサーバの間に、データが伝送される区間を暗号化する。
2. POS端末で処理される個人情報を暗号化する。
3. DBサーバのに保存されている個人情報や信用情報を暗号化する4)暗号化鍵を徹底に管理し、安全なPOSシステム環境を構築できる。